# HAL (Software)
HAL (kurz für Hardware Abstraction Layer) ist eine freie Software, die es Anwendungen ermöglicht, Informationen über verfügbare Hardware abzurufen und mit ihr zu kommunizieren. Mit HAL können Anwendungen auf das Anschließen und Entfernen von Hardware reagieren (Plug and Play). HAL arbeitet als Daemon und benutzt D-Bus, um Informationen an Anwendungssoftware weiterzugeben. HAL verfügt über eine eigene Datenbank, die detaillierte Beschreibungen von Hardwarekomponenten enthält. So kann Anwendungssoftware beispielsweise in die Lage versetzt werden, eine Digitalkamera als solche anzusprechen, auch wenn sie sich am Universal Serial Bus nur als Datenspeicher zu erkennen gibt.
Die erste Version dieser Software wurde im September 2003 veröffentlicht.
Der deutsche Begriff dafür wäre Hardwareabstraktionsschicht. Im Mai 2008 bekannte der Verfasser der Spezifikationen indessen, dass es sich nicht um eine Abstraktionsschicht handelt.
HAL wird inzwischen wieder aus vielen Linux-Distributionen entfernt, da es „ein großes, monolithisches unwartbares Durcheinander geworden ist“. Basierend auf den Erfahrungen des HAL-Projekts war ursprünglich DeviceKit als Ersatz geplant, inzwischen wurde dessen Funktionalität in eine Sammlung von Einzelkomponenten wie udev, UPower, RFkill und andere aufgeteilt.